# Dimorphorchis rossii
Dimorphorchis rossii là một loài thực vật có hoa trong họ Lan. Loài này được Fowlie mô tả khoa học đầu tiên năm 1989.

## Hình ảnh

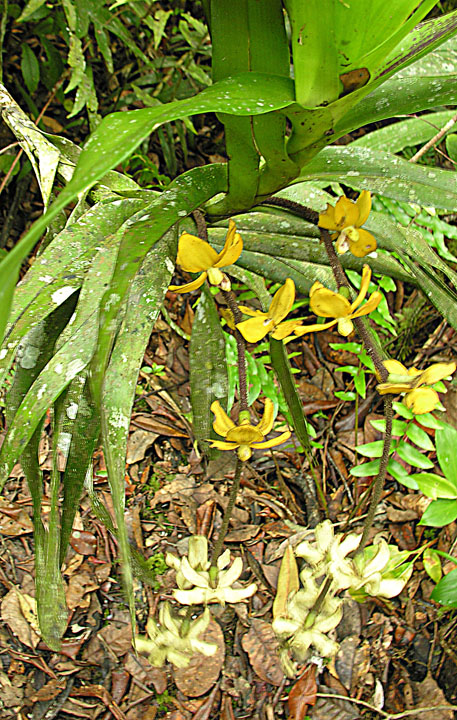